# 21e cérémonie des Critics' Choice Movie Awards
La 21e cérémonie des Critics' Choice Movie Awards (ou BFCA Awards), décernés par la Broadcast Film Critics Association, a eu lieu le 17 janvier 2016, et a récompensé les films sortis en 2015.
Les nominations ont été annoncées le 14 décembre 2015.

## Palmarès

### Meilleur film
- Spotlight
  - The Big Short : Le Casse du siècle (The Big Short)
  - Brooklyn
  - Carol
  - Mad Max: Fury Road
  - Le Pont des espions (Bridge of Spies)
  - The Revenant
  - Room
  - Seul sur Mars (The Martian)
  - Sicario
  - Star Wars: Le Réveil de la Force (Star Wars: The Force Awakens)

### Meilleur réalisateur
- George Miller pour Mad Max: Fury Road
  - Alejandro González Iñárritu pour The Revenant
  - Todd Haynes pour Carol
  - Tom McCarthy pour Spotlight
  - Ridley Scott pour Seul sur Mars (The Martian)
  - Steven Spielberg pour Le Pont des espions (Bridge of Spies)

### Meilleur acteur
- Leonardo DiCaprio pour le rôle de Hugh Glass dans The Revenant
  - Bryan Cranston pour le rôle de Dalton Trumbo dans Dalton Trumbo (Trumbo)
  - Matt Damon pour le rôle de Mark Watney dans Seul sur Mars (The Martian)
  - Johnny Depp pour le rôle de James J. Bulger dans Strictly Criminal (Black Mass)
  - Michael Fassbender pour le rôle de Steve Jobs dans Steve Jobs
  - Eddie Redmayne pour le rôle de Lili Elbe / Einar Wegener dans Danish Girl

### Meilleure actrice
- Brie Larson pour le rôle de Joy "Ma" Newsome dans Room
  - Cate Blanchett pour le rôle de Carol Aird dans Carol
  - Jennifer Lawrence pour le rôle de Joy Mangano dans Joy
  - Charlotte Rampling pour le rôle de Kate Mercer dans 45 Years
  - Saoirse Ronan pour le rôle de Eilis Lacey dans Brooklyn
  - Charlize Theron pour le rôle de Imperator Furiosa dans Mad Max: Fury Road

### Meilleur acteur dans un second rôle
- Sylvester Stallone pour le rôle de Rocky Balboa dans Creed : L'Héritage de Rocky Balboa (Creed)
  - Paul Dano pour le rôle de Brian Wilson jeune dans Love and Mercy
  - Tom Hardy pour le rôle de John Fitzgerald dans The Revenant
  - Mark Ruffalo pour le rôle de Michael Rezendes dans Spotlight
  - Mark Rylance pour le rôle de Rudolf Abel dans Le Pont des espions (Bridge of Spies)
  - Michael Shannon pour le rôle de Rick Carver dans 99 Homes

### Meilleure actrice dans un second rôle
- Alicia Vikander pour le rôle de Gerda Wegener dans Danish Girl
  - Jennifer Jason Leigh pour le rôle de Daisy Domergue dans Les Huit Salopards (The Hateful Eight)
  - Rooney Mara pour le rôle de Therese Belivet dans Carol
  - Rachel McAdams pour le rôle de Sacha Pfeiffer dans Spotlight
  - Helen Mirren pour le rôle de Hedda Hopper dans Dalton Trumbo (Trumbo)
  - Kate Winslet pour le rôle de Joanna Hoffman dans Steve Jobs

### Meilleur espoir
- Jacob Tremblay pour le rôle de Jack Newsome dans Room
  - Abraham Attah pour le rôle d'Agu dans Beasts of No Nation
  - RJ Cyler pour le rôle d'Earl dans This Is Not a Love Story (Me and Earl and the Dying Girl)
  - Shameik Moore pour le rôle de Malcolm Adekanbi dans Dope
  - Milo Parker pour le rôle de Roger Munro dans Mr. Holmes

### Meilleure distribution
- Spotlight
  - The Big Short : Le Casse du siècle (The Big Short)
  - Dalton Trumbo (Trumbo)
  - Les Huit Salopards (The Hateful Eight)
  - NWA : Straight Outta Compton (Straight Outta Compton)

### Meilleur scénario original
- Spotlight – Tom McCarthy et Josh Singer
  - Ex Machina – Alex Garland
  - Les Huit Salopards (The Hateful Eight) – Quentin Tarantino
  - Le Pont des espions (Bridge of Spies) – Matt Charman, Ethan et Joel Coen
  - Vice-versa (Inside Out) – Pete Docter, Meg LeFauve et Josh Cooley

### Meilleur scénario adapté
- The Big Short : Le Casse du siècle (The Big Short) – Adam McKay et Charles Randolph
  - Brooklyn – Nick Hornby
  - Room – Emma Donoghue
  - Seul sur Mars (The Martian) – Drew Goddard
  - Steve Jobs – Aaron Sorkin

### Meilleure direction artistique
- Mad Max: Fury Road – Colin Gibson
  - Brooklyn – François Séguin, Jenny Oman et Louise Tremblay
  - Carol – Judy Becker et Heather Loeffler
  - Danish Girl – Eve Stewart
  - Le Pont des espions (Bridge of Spies) – Adam Stockhausen et Rena DeAngelo
  - Seul sur Mars (The Martian) – Arthur Max et Celia Bobak

### Meilleurs costumes
- Mad Max: Fury Road – Jenny Beavan
  - Brooklyn – Odile Dicks-Mireaux
  - Carol – Sandy Powell
  - Cendrillon (Cindirella) – Sandy Powell
  - Danish Girl – Paco Delgado

### Meilleurs maquillages et coiffures
- Mad Max: Fury Road
  - Carol
  - Danish Girl
  - Les Huit Salopards (The Hateful Eight)
  - The Revenant
  - Strictly Criminal (Black Mass)

### Meilleure photographie
- The Revenant – Emmanuel Lubezki
  - Carol – Edward Lachman
  - Les Huit Salopards (The Hateful Eight) – Robert Richardson
  - Mad Max: Fury Road – John Seale
  - Seul sur Mars (The Martian) – Dariusz Wolski
  - Sicario – Roger Deakins

### Meilleur montage
- Mad Max: Fury Road – Margaret Sixel
  - Margaret Sixel (The Big Short) – Hank Corwin
  - Seul sur Mars (The Martian) – Pietro Scalia
  - Spotlight – Tom McArdie
  - The Revenant – Stephen Mirrione

### Meilleurs effets visuels
- Mad Max: Fury Road
  - Ex Machina
  - Jurassic World
  - The Revenant
  - Seul sur Mars (The Martian)
  - [[The Walk (film, 2015)|The Walk]]

### Meilleure chanson originale
- See You Again – Fast and Furious 7 (Furious 7)
  - Love Me like You Do – Cinquante nuances de Grey (Fifty Shades of Grey)
  - One Kind of Love – Love and Mercy
  - Simple Song #3 – Youth
  - Til It Happens To You – The Hunting Ground
  - Writing's on the Wall – Spectre

### Meilleure musique de film
- Les Huit Salopards (The Hateful Eight) – Ennio Morricone
  - Carol – Carter Burwell
  - The Revenant – Alva Noto et Ryuichi Sakamoto
  - Sicario – Jóhann Jóhannsson
  - Spotlight – Howard Shore

### Meilleur film d'action
- Mad Max: Fury Road
  - Fast and Furious 7 (Furious 7)
  - Jurassic World
  - Mission impossible : Rogue Nation (Mission: Impossible – Rogue Nation )
  - Sicario

### Meilleur acteur dans un film d'action
- Tom Hardy pour le rôle de Max Rockatansky dans Mad Max: Fury Road
  - Daniel Craig pour le rôle de James Bond dans 007 Spectre (Spectre)
  - Tom Cruise pour le rôle d'Ethan Hunt dans Mission impossible : Rogue Nation (Mission: Impossible – Rogue Nation)
  - Chris Pratt pour le rôle d'Owen Grady dans Jurassic World
  - Paul Rudd pour le rôle de Scott Lang / Ant-Man dans Ant-Man

### Meilleure actrice dans un film d'action
- Charlize Theron pour le rôle de Imperator Furiosa dans Mad Max: Fury Road
  - Emily Blunt pour le rôle de Kate Macer dans Sicario
  - Rebecca Ferguson pour le rôle d'Ilsa Faust dans Mission impossible : Rogue Nation (Mission: Impossible – Rogue Nation)
  - Bryce Dallas Howard pour le rôle de Claire Dearing dans Jurassic World
  - Jennifer Lawrence pour le rôle de Katniss Everdeen dans Hunger Games : La Révolte, partie 2

### Meilleure comédie
- The Big Short : Le Casse du siècle (The Big Short)
  - Crazy Amy (Trainwreck)
  - Joy
  - Sisters
  - Spy
  - Vice-versa (Inside Out)

### Meilleur acteur dans une comédie
- Christian Bale pour le rôle de Michael Burry dans The Big Short : Le Casse du siècle (The Big SHort)
  - Steve Carell pour le rôle de Mark Baum dans The Big Short : Le Casse du siècle (The Big Short)
  - Robert De Niro pour le rôle de Ben Whittaker dans Le Nouveau Stagiaire (The Intern)
  - Bill Hader pour le rôle du docteur Aaron Conners dans Crazy Amy (Trainwreck)
  - Jason Statham pour le rôle de Rick Ford dans Spy

### Meilleure actrice dans une comédie
- Amy Schumer pour le rôle d'Amy Townsend dans Crazy Amy (Trainwreck)
  - Tina Fey pour le rôle de Kate Ellis dans Sisters
  - Jennifer Lawrence pour le rôle de Joy Mangano dans Joy
  - Melissa McCarthy pour le rôle de Susan Cooper dans Spy
  - Lily Tomlin pour le rôle d'Elle Reid dans Grandma

### Meilleur film de science-fiction/horreur
- Ex Machina
  - It Follows
  - Jurassic World
  - Mad Max: Fury Road
  - Seul sur Mars (The Martian)

### Meilleur film en langue étrangère
- Le Fils de Saul (Saul fia)  Hongrie
  - The Assassin (聶隱娘)  Taïwan
  - Goodnight Mommy (Ich seh Ich seh)  Autriche
  - Mustang  France
  - Une seconde mère (Que Horas Ela Volta?)  Brésil

### Meilleur film d'animation
- Vice-versa (Inside Out)
  - Anomalisa
  - Shaun le mouton, le film (Shaun the Sheep Movie)
  - Snoopy et les Peanuts, le film (The Peanuts Movie)
  - Le Voyage d'Arlo (The Good Dinosaur)

### Meilleur film documentaire
- Amy
  - Cartel Land
  - Going Clear: Scientology and the Prison of Belief
  - He Named Me Malala
  - The Look of Silence
  - Where to Invade Next

### Binge watchingsérie
- Outlander

### Récompenses spéciales

#### Louis XIII Genius Award
- Industrial Light & Magic

#### Critics' Choice MVP Award
- Amy Schumer

## Statistiques

### Nominations multiples
13 : Mad Max: Fury Road
9 : Carol, The Revenant, Seul sur Mars (The Martian)
8 : Spotlight
7 : The Big Short : Le Casse du siècle (The Big Short)
6 : Les Huit Salopards (The Hateful Eight)
5 : Brooklyn, Danish Girl, Jurassic World, Le Pont des espions (Bridge of Spies), Sicario
4 : Room
3 : Crazy Amy (Trainwreck), Dalton Trumbo (Trumbo), Ex Machina, Joy, Mission impossible : Rogue Nation, Spy, Steve Jobs, Vice-versa (Inside Out)
2 : Fast and Furious 7 (Furious 7), Love and Mercy, Sisters, Strictly Criminal (Black Mass), 007 Spectre (Spectre)

### Récompenses multiples
9 / 13 : Mad Max: Fury Road
3 / 8 : Spotlight
3 / 7 : The Big Short : Le Casse du siècle (The Big Short)
2 / 9 : The Revenant
2 / 4 : Room

### Les grands perdants
0 / 9 : Carol
1 / 9 : Seul sur Mars (The Martian)
1 / 6 : Les Huit Salopards (The Hateful Eight)
0 / 5 : Brooklyn, Jurassic World, Le Pont des espions (Bridge of Spies)